# BAP Almirante Grau (1906)
Pour les autres navires du même nom, voir BAP Almirante Grau.
Le BAP Almirante Grau est un croiseur éclaireur construit en Angleterre au début du XXe siècle ; commandé par le Pérou, il intègre la Marine péruvienne en 1907. Il participe à la guerre colombo-péruvienne de 1932-1933 ainsi qu'à la guerre péruano-équatorienne de 1941 et patrouille au large des côtes péruviennes lors de la Seconde Guerre mondiale. Il est rayé des listes en 1958.

## Conception
L'Almirante Grau et son sistership Coronel Bolognesi sont tous les deux basés sur les croiseurs éclaireurs de la classe Sentinel, construits par le même chantier.